# Bataille de Boonsboro

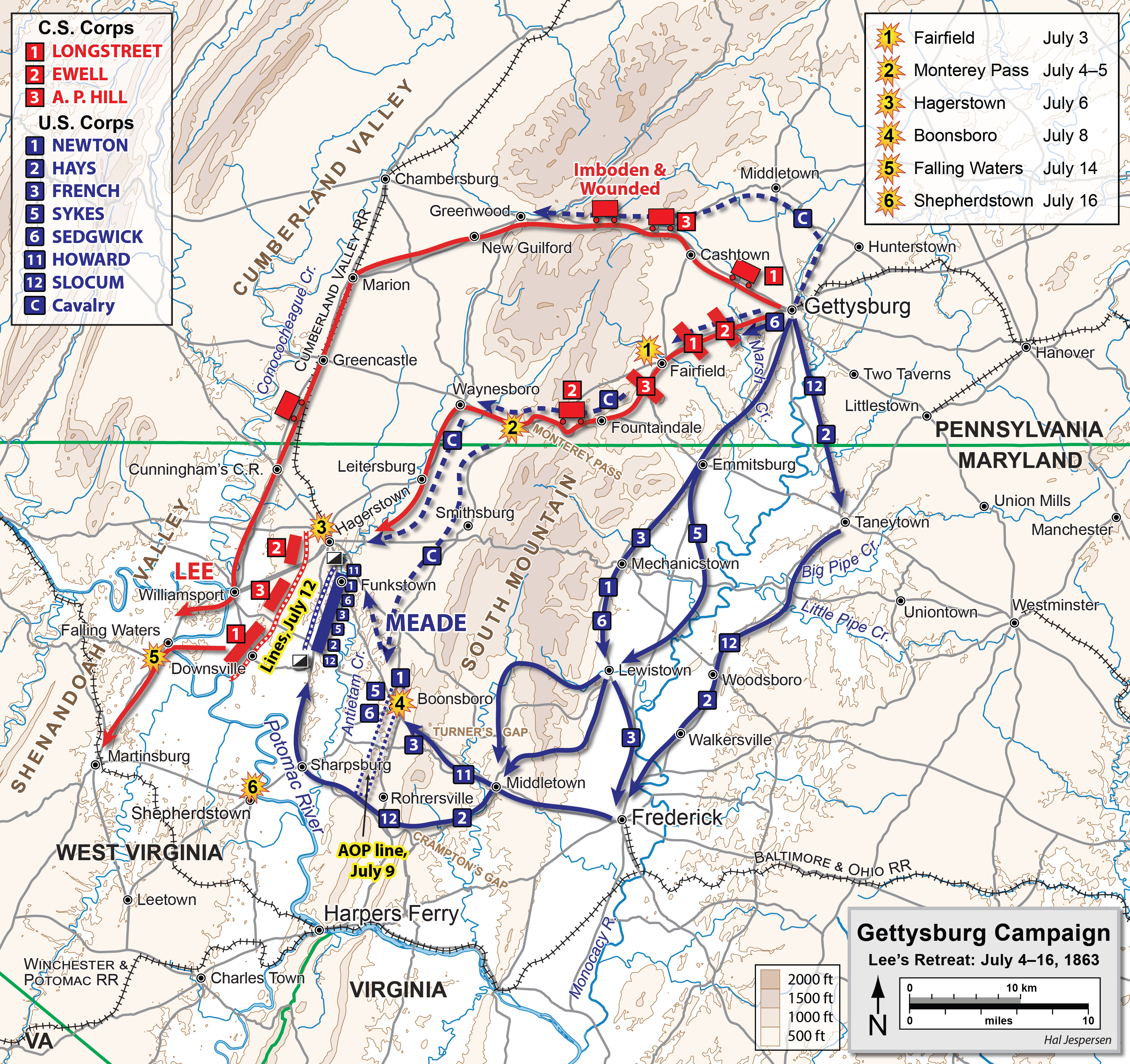
Campagne de Gettysburg (5-14 juillet)

La bataille de Boonsboro est un combat de la Guerre de Sécession. Il survient le mercredi 8 juillet 1863 dans le Maryland et fait partie de la Campagne de Gettysburg.
Après sa défaite à la bataille de Gettysburg, l'armée confédérée reflue vers la Virginie. Sa route de retraite la fait passer à l'ouest des South Mountain. L'armée nordiste la suit, mais à l'est des mêmes montagnes. Pour garantir son flanc gauche, le général Lee fait garder tous les cols comme celui de Boonsboro. Ce combat fait partie d'une série d'escarmouches qui ont lieu sur chacun des passages à travers les South Mountain et qui opposent les avant-gardes nordistes aux bouchons sudistes.
Elle met aux prises des éléments des 1re et 3e divisions de cavalerie nordiste, appuyés par des éléments d'infanterie, à cinq brigades de cavalerie sudistes.

## La bataille
Les 5 brigades sudistes progressent vers Funkstown et Williamsport. Elles rencontrent les premières résistances à 7 kilomètres environ au nord de Boonsboro, à Beaver Creek Bridge. Vers 11h00, les sudistes ont réussi à repousser leurs adversaires mais le terrain est tellement boueux que les cavaliers des deux camps doivent combattre à pied.
Dans le milieu de l'après-midi, le manque de munitions oblige la gauche nordiste à reculer. Mais vers 19h00, l'arrivée de troupes d'infanterie permet de bloquer l'avance sudiste. J.E.B. Stuart ordonne alors la retraite. Il a rempli sa mission en bloquant l'avance nordiste pendant une journée. Deux jours plus tard, le même scénario se reproduira, à côté de Funkstown.

## Sources
- (en) Cet article est partiellement ou en totalité issu de l’article de Wikipédia en anglais intitulé « Battle of Boonsboro » (voir la liste des auteurs).

 : document utilisé comme source pour la rédaction de cet article.
- Edward G. Longacre, Lee's cavalrymen, Stackpole books, 2002,  (ISBN 0-8117-0898-5), pages ???.
- Edward G. Longacre, Lincoln's cavalrymen, Stackpole books, 2000,  (ISBN 0-8117-1049-1), pages ???.
- Edward G. Longacre, The cavalry at Gettysburg, University of Nebraska Presse, 1986,  (ISBN 0-8032-7941-8), page ???.
- A. Wilson Greene, From Gettysburg to Falling Waters, in The third day at Gettysburg and beyond, Gary W. Gallagher (dir.), University of Carolina Press, 1994,  (ISBN 0-8078-4753-4), pages ???.